# Aglaia malabarica
Espèce
Statut de conservation UICN

 CR D : 
En danger critique
Aglaia malabarica est une espèce de plantes de la famille des Meliaceae.

## Publication originale
- Kew Bulletin, Additional Series 16: 369. 1992.